# Ingénieurs sans frontières
 (mai 2016).
Pour les articles homonymes, voir ISF.

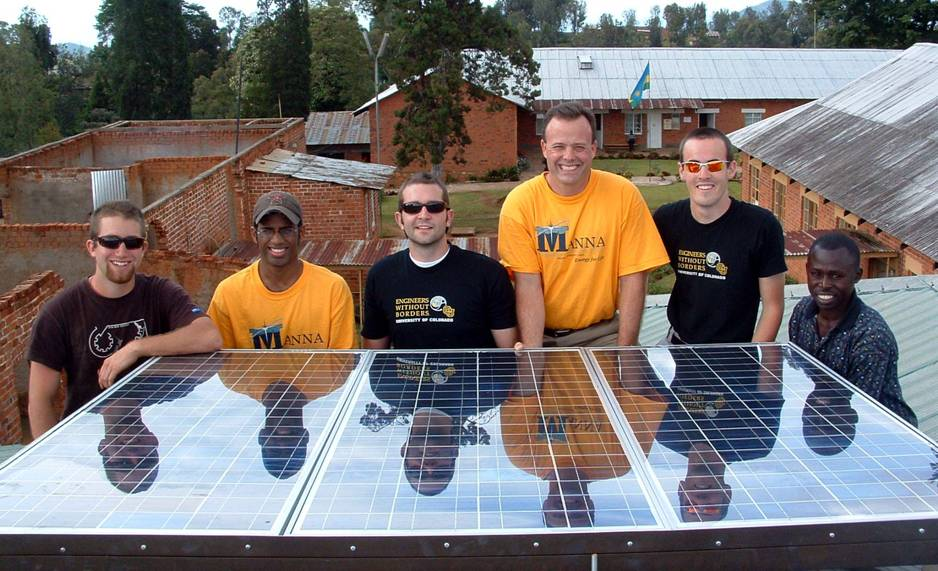
Une équipe d'ISF canadiens installant des panneaux solaires au Rwanda

Ingénieurs sans frontières (ISF) désigne un ensemble d'associations de solidarité internationale dont l’action est basée sur l'ingénierie et la technologie. 
Il s'agit principalement de fédérations de groupes locaux composés d'ingénieurs et d'élèves-ingénieurs. Ceux-ci travaillent pour répondre aux besoins des communautés et personnes défavorisées par le biais de projets d'ingénierie. Les groupes nationaux d'ISF se sont développés indépendamment les uns des autres. Leur niveau de collaboration et de développement organisationnel varie.

## Associations
Plusieurs associations ISF (EWB en anglais) ont été créées à travers le monde. Ces associations indépendantes portent le même nom dans plusieurs dizaines de pays avec des variantes traduites en fonction de la langue du pays. 
En Afrique du Sud, EWB-SA créée en 2013 compte plus de 1 000 bénévoles et 8 branches regroupant des institutions universitaires.
En Allemagne, l’association a été fondée en 2003 à Marburg et compte près de 2 500 membres répartis au sein de groupes régionaux dans 32 villes.
En Argentine, l'association civile interdisciplinaire est créée en 2012. Elle travaille pour le développement des communautés locales socialement défavorisées à travers des projets d'ingénierie.
En Autriche, Ingénieurs sans frontières a été fondée à Salzbourg en 2013. Elle est active sur l’étendue du territoire à travers ses groupes régionaux principalement installés à Vienne, à Styrie et en Haute-Autriche.
En Belgique, la structure mise en place en 1992 revêt le nom d’Ingénieurs sans frontières - Ingénieurs assistance internationale (ISF/IAI) et jouit du statut d’ONG d’assistance technique. L'association œuvre notamment à l'amélioration de l'accès à l'eau, à la construction d'infrastructures de base ainsi qu'à la mise en place de projets de développement agricole et de valorisation de déchets dans des pays en développement.
Au Cameroun, l'association est créée en 2003 et intervient autour de quatre programmes-clés : gestion des savoirs, gestion des ressources naturelles, développement local et information et communication. Dans le cadre de son programme « Gestion des savoirs », ISF Cameroun coédite avec le Centre technique de coopération agricole et rurale (CTA), une collection d'ouvrages pratiques en français et en anglais, intitulée PRO-AGRO.
Au Canada, Ingénieurs sans frontières a été fondée à Toronto en 2000 par deux diplômés en génie de l'Université de Waterloo. Le Québec dispose, lui aussi, d’un regroupement d’ingénieurs en association sous le nom d’Ingénieurs sans frontières Québec (ISFQ).
Aux États-Unis, EWB-USA est fondée à Denver dans le Colorado en 2001 avec l’objectif de contribuer à l’essor des communautés en voie de développement à travers l’apport de solutions d’ingénierie face aux problèmes capitaux d’accès à l’eau, à l’énergie, aux ressources sanitaires et agricoles. Ses 16 800 membres bénévoles ont réalisé des projets au bénéfice de 663 communautés réparties dans 45 pays à travers le monde.
En France, l'association a été créée en 1982. En 1984, ISF comptait 25 groupes et une coordination a été mise en place, bénévole d'abord, puis salariée. ISF France est cofondateur de l'association Max Havelaar France (1991) et de la Plate-forme française pour le commerce équitable. En 2016, elle compte environ 900 membres bénévoles, répartis dans 38 groupes locaux. Elle organise chaque année les RESIC (REncontres de la Solidarité Internationale et de la citoyenneté) qui ont eu lieu à l'ENSIL, à Limoges, en 2017.
En Irlande, l’association existe depuis 2007 sous la forme d’une association de membres ; elle compte deux branches locales (EWB-UCD et EWB-UCC).
En Italie, l’association a pris corps dans les milieux universitaires. Elle est basée à Florence et comporte une dizaine de ramifications dans d’autres villes.
Au Japon, le concept est né lors d'une réunion entre les fonctionnaires de l'ONU-OCHA et les membres de la Japan Society of Civil Engineers (JSCE) pour déboucher sur la création de l’association EWB-Japan le 13 décembre 2015.
Au Portugal, l’association créée en 2002 jouit du statut d’organisation non gouvernementale de développement (ONGD).
Des associations existent aussi en Australie (depuis 2008), au Burundi, en Côte d’Ivoire (depuis 2008), au Danemark, en Inde, en Israël, au Koweit, au Liban (250 membres), au Mexique (depuis septembre 2004), au Nigeria (depuis 2005), en Norvège (depuis le 7 février 2011), en Palestine, aux Pays-Bas (depuis 2009), au Royaume-Uni, au Rwanda (depuis 2006), au Sierra Leone (depuis 2005) et en Suède.